# Sovići és doljani gyilkosságok
A sovici és doljani gyilkosságok a Horvát Védelmi Tanács (HVO) által 1993. április 17-én, majd ezt követően Doljani és Sovići falvakban bosnyákok ellen elkövetett háborús bűnökre utal.
Az ICTY szerint a horvát/HVO erők 1993. április 17-én délelőtt megtámadták a Mostartól mintegy 50 kilométerre északra fekvő Doljani és Sovići falvakat. A támadás a horvát védelmi erők nagyobb offenzívájának része volt, amelynek célja Jablanica, a térség legnagyobb bosnyák többségű településének elfoglalása volt. A HVO parancsnokai úgy számoltak, hogy két napra van szükségük Jablanica elfoglalásához. Sovići geopolitikai elhelyezkedése stratégiai jelentőséggel bírt a HVO számára, mivel a Jablanicába vezető útba esett. A boszniai hadsereg számára a falu egy átjáró volt a Risovac-fennsíkra, amely megteremthette a feltételeket a további előrehaladáshoz az Adriai-tenger partja felé.
A HVO Jablanicát érintő nagyobb offenzívája már 1993. április 15-én megkezdődött. Doljani és Sovići bosnyák lakossága azonban nem értesült az őket érintő, készülő támadásról egészen addig, amíg április 16-án este egy prominens doljani horvát nem értesítette bosnyák szomszédját, Hasan Rizvićet, hogy a HVO holnap nyolc órakor megtámadja az ARBiH hadsereg harcosait Doljaniban és Sovićiban. Ugyanezen az éjszakán Doljani csaknem teljes bosnyák polgári lakossága (Krkača kivételével), valamint bizonyos számú harcos átkelt a Tovarnica-hegyen át Jablanicába. Az ARBiH hadsereg bizonyos számú katonája a faluban maradt. Ám azon az éjszakán senki sem értesítette Doljaniból a szomszédos sovići bosnyákokat a holnapi HVO támadásról. Sovići és Doljani elleni támadás 1993. április 17-én, szombaton reggel kilenc órakor kezdődött. A doljani ARBiH gyenge erői azonban nem mutattak jelentős ellenállást a HVO és a horvát hadsereg egységeivel szemben. 12:45-kor a horvát parancsnokok Matan, Stipe és Ivan megparancsolták, hogy néhányan egy megafonnal menjenek át Doljanin, és kérjék arra a muszlimokat, hogy adják át fegyvereiket. Az ARBiH tagjai meg is adták magukat, de néhányan megpróbáltak áttörni Jablanicába. Aznap a doljani harcosok közül senki sem halt meg, de szinte mindegyiküket elfogták.
Sovići harcosai azonban a falu feletti állásaikból ellenállást tanúsítottak. A horvát tüzérség megsemmisítette Sovići felső részét és a védők közül öten már a támadás első napján meghaltak. 17 óra körül a Sovicit védő bosnyák erők parancsnoka, hozzávetőleg 70-75 katonájával együtt megadta magát.  A HVO és a horvát hadsereg katonái a civil lakossággal együtt az általános iskola épületében vették őrizetbe őket. A sovići iskolába doljani fogvatartottakat is hoztak. A horvátok legalább 400 boszniai muszlim civilt vettek őrizetbe, és a tűzszüneti megállapodás megtárgyalása után a HVO Jablanica felé történő előrenyomulását leállították. Hogy a bosnyák lakosság ne térjen vissza a környéken lévő muszlim házakat felégették, a mecseteket pedig módszeresen lerombolták.
A bosnyákokkal szembeni kegyetlenségéről ismert egység, a Kažnjenička Bojna számos elfogott bosnyákot kínzott meg és ölt meg. Az egységnek Mladen Naletilić Tuta volt a parancsnoka. A Jablanica felé tartó további harcokban április 20-án megölték Tuta egyik legendás harcosát, Mario Hrkač Čikotát, másnap pedig Tuta elrendelte, hogy bosszúból vigyék ki az ARBiH hadsereg négy bebörtönzött harcosát a sovićai iskolából, és lőjék agyon. 18 lehetetlen körülmények között eltöltött nap után a többi foglyot Gornji Vakufba deportálták. Innen 422 civilt, nőt, gyereket és idős embert, valamint az ARBiH hadsereg 119 tagját szállították át a Mostar melletti heliodrom táborba. Közülük hat civilt emberi pajzsként öltek meg Mostarban. A heliodrom koncentrációs táborba vagy más táborokba, mint például a ljubuški táborba szállítottakat megverték és rosszul bántak velük.
Milivoj Petković tábornok Sovićiért és Doljaniért Mate Bobanra hárította a felelősséget.

## Fordítás
Ez a szócikk részben vagy egészben  a   Sovići and Doljani killings című angol Wikipédia-szócikk ezen változatának fordításán alapul.  Az eredeti cikk szerkesztőit annak laptörténete sorolja fel. Ez a jelzés csupán a megfogalmazás eredetét és a szerzői jogokat jelzi, nem szolgál a cikkben szereplő információk forrásmegjelöléseként.